# 사이코 (래퍼)
사이코(1994년 1월 19일 ~)는 대한민국의 가수다. 2020년 EP 앨범 《SOUSSTANK》로 정식 데뷔했다.

## 방송
- 마녀사냥 (2013)
- 쇼미더머니 777 (2018)
- 내 전공은 힙합 (2020) - 우승
- 쇼미더머니 9 (2020) - Top23
- 쇼미더머니 10 (2021) - Top56
- 드랍더비트 (2022) - Top10(8위)